# Joseph-Marie Sardou

Erzbischofswappen von Joseph−Marie Sardou

Joseph-Marie Sardou SCJ (* 25. Oktober 1925 in Marseille; † 19. September 2009 in Rom) war Erzbischof von Monaco.

## Leben
Joseph-Marie Sardou trat der Ordensgemeinschaft der Congrégation des Pères de Timon-David bei und empfing am 12. März 1949 die Priesterweihe durch Bischof Jean Delay.
Papst Johannes Paul II. ernannte ihn 1985 zum 11. Bischof und 2. Erzbischof des Erzbistums Monaco im Fürstentum Monaco. Die Bischofsweihe spendete ihm am 30. September 1985 Kurienkardinal Bernardin Gantin; Mitkonsekratoren waren der Erzbischof von Straßburg, Charles Amarin Brand, und Louis Dufaux, Weihbischof in Marseille.
2000 wurde seinem altersbedingten Rücktrittsgesuch durch Johannes Paul II. stattgegeben. Er nahm seinen Altersruhesitz in der römischen Pfarrei San Cirillo. Joseph-Marie Sardou starb am 19. September 2009 in Rom.
Er war Mitglied des Orders of Chivalry.